# Museu Arqueològic de Lèucada
El Museu Arqueològic de Lèucada és un museu que es troba a Lèucada, una ciutat ubicada a l'illa del mateix nom, a l'arxipèlag de les Illes Jòniques, Grècia.

## Història del museu
Les primeres troballes arqueològiques de l'illa es van produir en les excavacions dirigides per Wilhelm Dörpfeld, que es van dur a terme a principis del segle xx. Des del seu descobriment fins a 1978 havien circulat de manera provisional per diversos edificis de la ciutat, encara que alguns n'havien estat traslladades al Museu Arqueològic Nacional d'Atenes abans de la Segona Guerra mundial. El 1978 es va habilitar la planta baixa d'un edifici d'habitatges per albergar-ne els objectes, tant els procedents d'aquestes primeres excavacions com d'altres que es van trobar després; però, davant els problemes d'espai i de seguretat per a conservar-los, van ser transferits al Museu Arqueològic de Ioánnina. Després, al 1995, es va decidir atorgar la funció de museu arqueològic a una de les ales del Centre Cultural de Lèucada i aquest es va inaugurar el 1999.

## Col·leccions
El museu conté una col·lecció d'objectes de períodes compresos entre el Paleolític i l'època romana tardana, procedents de jaciments arqueològics de l'illa de Lèucada.
Els objectes exposats es distribueixen entre una avantsala i quatre sales. A la sala Α hi ha una exposició sobre la vida quotidiana dels habitants de l'illa en els períodes clàssic i hel·lenístic, així com de les activitats públiques que s'hi realitzaven. Entre els objectes exposats en aquesta sala es troben tot tipus de recipients, elements arquitectònics de les cases, monedes, eines, aparells de pesca, objectes de bronze i elements relacionats amb la música.
A la sala Β s'exposen troballes relacionades amb la vida religiosa, entre els quals destaquen un mirall de bronze amb la representació d'Afrodita, del segle V ae i un segell on es representa el rapte d'Europa per Zeus.
La sala Γ alberga objectes relacionats amb els costums funeraris procedents de necròpolis que abasten períodes compresos entre l'època arcaica i el segle iii.
Finalment, la sala Δ exhibeix troballes prehistòriques procedents principalment de les excavacions de Dörpfeld. N'hi ha del període paleolític (objectes de pedra), neolític (recipients, figuretes, eines de pedra i os), hel·làdic antic II (aixovars funeraris procedents de l'àrea de Nydrí, encara que alguns objectes són rèpliques dels originals que són al Museu Arqueològic Nacional d'Atenes) i hel·làdic mitjà (aixovars de dues de les tombes). Les troballes del període micènic són escasses.